# Arses (animal)
Arses es un género de aves paseriformes perteneciente a la familia Monarchidae. El género está confinado en los bosques tropicales de la isla de Nueva Guinea, el norte de Queensland (Australia), y unas pocas islas aledañas. 
Los miembros del género se caracterizan por las plumas eréctiles de sus cuellos, las carúnculas azules alrededor de sus ojos y sus delicados nidos colgantes. Estos pájaros también se caracterizan por su peculiar forma de buscar alimento, trepando helicoidalmente por los troncos de los árboles.

## Taxonomía
El género en la actualidad contiene cuatro especies, aunque en el pasado se consideraban solo dos:
- Arses insularis - monarca cuellirrufo;
- Arses telescopthalmus - monarca elegante;
- Arses lorealis - monarca del cabo York;
- Arses kaupi - monarca pío.